# Gambacorti (famiglia)
I Gambacorti, o Gambacorta, furono un'antica famiglia di Pisa, protagonista delle vicende economiche e politiche pisane e toscane fino al XIV secolo, con significative diramazioni, a partire dal XV secolo, anche in Italia meridionale e in Italia insulare, nel Regno di Napoli e nel Regno di Sicilia.

## Storia

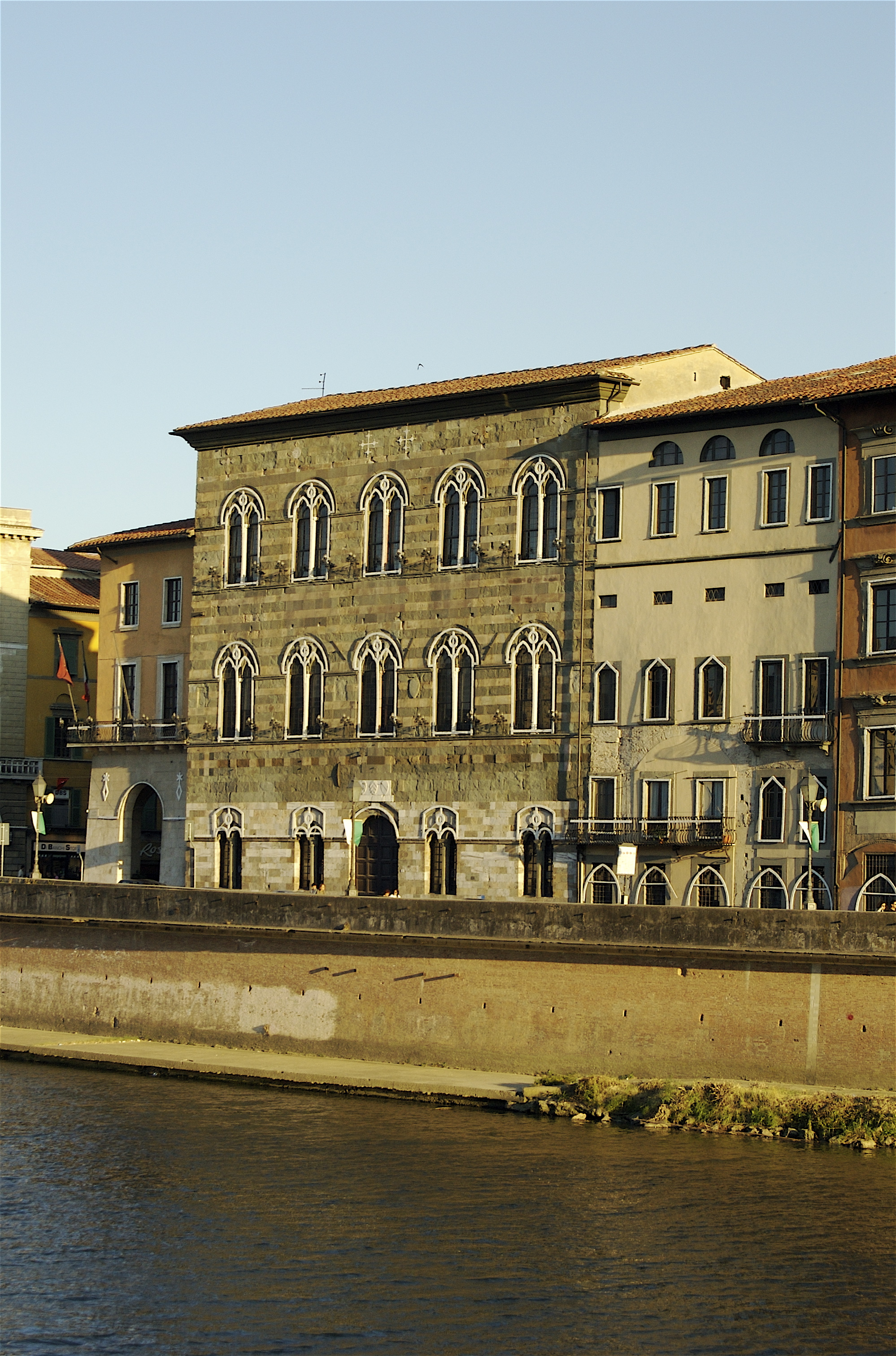
Palazzo Gambacorti sul Lungarno a Pisa.

I Gambacorti, o Gambacorta, furono un'importante famiglia di origine mercantile che ebbe un ruolo importante nelle vicende storiche della Repubblica di Pisa e della Toscana nel secolo XIV.
Originari del contado pisano, o secondo altri di origine tedesca, inurbati a Pisa nei primi anni del XIII secolo, i Gambacorti inizialmente si dedicarono ai traffici mercantili e al commercio, in particolare con il Regno di Napoli e la Sardegna.
I Gambacorti riuscirono rapidamente ad arricchirsi con i commerci e ad acquisire grandi proprietà terriere, soprattutto nella Valdera. Il loro potere e la loro influenza nella vita politica di Pisa crebbe altrettanto rapidamente, e nel giro di pochi decenni i Gambacorti furono a capo della fazione dei Bergolini, insieme agli Alliata e ai Lanfranchi, e del partito che sosteneva l'alleanza con Firenze.
Tra i membri che si distinsero in questo scorcio di secolo, vanno menzionati Andrea, capitano delle masnade dal 1347 al 1354, più volte membro del Consiglio degli Anziani, e capo del governo pisano dopo la vittoria del 1347 della fazione dei Bergolini. E il nipote Francesco, che successe allo zio nel governo della città. Dopo l'arrivo dell'imperatore Carlo IV a Pisa, riprese vigore la fazione antifiorentina, e Francesco venne deposto e ucciso nel 1355 insieme ad altri membri dei Gambacorti, tra i quali Lotto e Bartolomeo.
I Gambacorti ritornarono al potere nel 1369 con Pietro, potere che mantennero fino al 1392, quando, a causa della congiura ordita da Iacopo d'Appiano alleato di Gian Galeazzo Visconti, entrambi antifiorentini, vennero nuovamente esiliati da Pisa, mentre Pietro con i due figli Benedetto e Lorenzo vennero giustiziati.
Dopo la caduta di Pisa avvenuta nel 1406 per mano di Firenze, i Gambacorti furono ricompensati dai fiorentini con la signoria di Bagno di Romagna, che mantennero fino al 1453. Nel 1454 con Gherardo si trasferirono a Napoli, dove furono ascritti al patriziato napoletano (1455) ed ebbero molti feudi: la signoria di Celenza (intorno al 1490) elevata poi a marchesato (1589), la contea di Macchia (1618),  il ducato di Limatola (1628), il principato di Macchia (1641), il principato di Atena (1656), il marchesato di Brienza (1656). Dopo la congiura di Macchia, il ramo napoletano dei Gambacorti, si estinse nel 1703 in seguito alla morte, avvenuta a Vienna, di Gaetano Gambacorta.
Secondo quanto riportano alcuni autori siciliani, tra i quali Antonino Mango di Casalgerardo, Filadelfo Mugnos, Agostino Inveges, Emanuele Gaetani e Vincenzo Palizzolo Gravina, un ramo siciliano dei Gambacorti si sarebbe formato nel XVI secolo, stanziato a Messina e Palermo, dove ebbe il marchesato di Motta d'Affermo, e le baronie di Spataro e di Recattivo. Ultimo membro noto di questo ramo fu un Pietro, senatore di Palermo nel biennio 1771-1772.

### Personaggi illustri

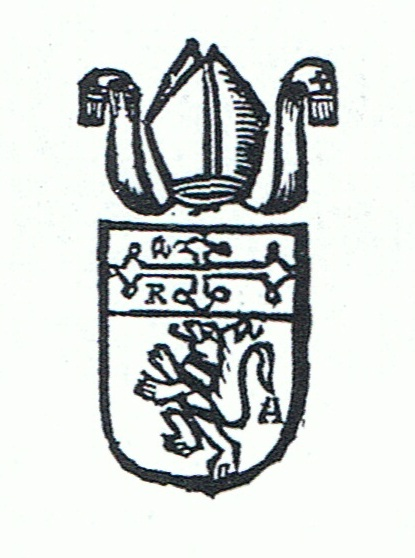
Stemma del vescovo Sigismondo Gambacorta

- Buonaccorso Gambacorta, detto Coscio, figlio di Vernaccio, politico e mercante vissuto nel XIII secolo, considerato il capostipite dei Gambacorti pisani;
- Andrea Gambacorta, capitano delle masnade a Pisa dal 1347 al 1354;
- Francesco Gambacorta, capitano delle masnade a Pisa dal 1354 al 1355;
- Pietro (o Piero) Gambacorti, capitano delle masnade a Pisa dal 1369 al 1392 ;
- Pietro Gambacorta (Pisa, 1355 – Venezia, 1435), beato e cofondatore della congregazione dei Poveri Eremiti di San Girolamo (Gerolimini);
- Lorenzo Gambacorta, attestato anche come Lotto (Pisa, 1360 circa – Treviso, settembre 1409), arcivescovo cattolico;
- Chiara Gambacorti (Firenze, 1362 – Pisa, 17 aprile 1420), monaca domenicana, venerata come beata dalla Chiesa cattolica;
- Gherardo Gambacorta, ultimo signore di Bagno di Romagna, capostipite del ramo napoletano;
- Porzia de' Rossi Gambacorta  (Napoli, 1515 circa – Napoli, 1556), madre di Torquato Tasso;
- Sigismondo Gambacorta (Napoli, 1573 – Cerreto Sannita, ottobre 1636), vescovo cattolico;
- Gaetano Gambacorta (... – Vienna, 27 gennaio 1703), principe di Macchia.